# Alexandre Djomo Wafo
Alexandre Djomo Wafo (Bafoussam, 29 gennaio 1964) è un ex calciatore e allenatore di calcio camerunese.

## Biografia
Dopo aver studiato all'università nel suo paese, dal 2006 è specialista in progettazione sociale e gestione delle organizzazioni non profit (Master). Dal 2010 è consulente tecnico ambientale. Nel sociale è segretario dell'ACVP (Associazione Camerunese dei volontari del progresso) e ambasciatore di pace dell'UPF.
Anche il fratello minore, Celestin Wafo, è un calciatore.

## Carriera

### Club
Ha giocato in Camerun nelle squadre Canon Yaoundé dal 1982 al 1985 e vinto la Coppa del Camerun nel 1985, Colombe de sangmelima dal 1986 al 1988, Prevoyance de Yaoundé dal 1988 al 2001 Cintra de Yaoundé 2001 al 2002 , di cui è stato anche allenatore.
Ha vinto il campionato 2 volte con Canon Yaoundé stagione 1982-1983 e 1985 e vinto la coppa nel 1985. Ha vinto la coppa del Camerun nel 1990 con la Prevoyance de Yaoundé.
Ha giocato per poco tempo in Germania (1997) ed in Italia dal 2002 al 2003 a Bellusco ed dal 2003 al 2004 con il Ronco Briantino, dove ha chiuso la sua carriera di calciatore per iniziare quella di allenatore superando l'esame di allenatori B dell'UEFA.
È stato allenatore nella scuola calcio di Paolo Pulici a Trezzo sull'Adda nel 2005 e responsabile della scuola calcio di Bottanuco nel 2006. Nel 2014 si è laureato in scienze dell'educazione all'università degli studi di Bergamo. Nel 2015 diventa Team Manager dopo un corso organizzato dal CONI/FIGC e lo stesso anno supera l'esame per l'abilitazione a direttore sportivo delle squadre pro organizzato a Coverciano dalla FIGC.

### Nazionale
Alex ha avuto 17 presenze nella nazionale di calcio del Camerun e 20 nelle squadre giovanili.

## Palmarès
- Campionato camerunese: 2

Canon Yaoundé: 2 (1983 e 1984)
Prevoyance de Yaoundé:
Cintra de Yaoundé:
- Coppa del Camerun 2

Canon de Yaoundé: 1985
Prevoyance de Yaoundé: 1990